# Acacia ochracea
Acacia ochracea är en ärtväxtart som beskrevs av Mats Thulin och A.S. Hassan. Acacia ochracea ingår i släktet akacior, och familjen ärtväxter. Inga underarter finns listade i Catalogue of Life.